# Éléos
Éléos (en grec ancien Ἔλεος / Éleos), fille de Nyx et d'Érèbe, est la personnification de la Pitié, de la compassion et de la miséricorde. Son équivalent romain était Misericordia ou Clementia (en).

## Famille
Éléos est la fille de Nyx, déesse primordiale de la nuit, et d'Érèbe, dieu primordial des ténèbres. Elle a pour sœur Héméra et pour frères Charon, Éther et Épiphron (la Prudence).

## Opposé
Son opposé est Anaideia, déesse du caractère impitoyable, de l'absence de merci.

## Culte
Éléos possédait un autel à Athènes,. Le poète latin Stace décrit cet autel (traitant Éléos comme féminin basé sur le genre grammatical en latin) : "Il y avait au milieu de la ville [d'Athènes] un autel n'appartenant à aucun dieu du pouvoir ; la douce Clementia (Clémence) [Éléos] y avait son siège, et les miséreux l'ont fait sacré".
Éléos n'a été célébrée qu'à Athènes, où elle était honorée par la coupe et sacrifice de cheveux et le déshabillage de vêtements à l'autel,.

## Représentations
Elle est parfois représentée comme une suivante de Melpomène, la muse de la tragédie.